# Ettore Chimeri
 Ettore Muro Chimeri  va ser un pilot de curses automobilístiques veneçolà que va arribar a disputar curses de Fórmula 1.
Ettore Chimeri va néixer el 4 de juny del 1924 a Lodi, Llombardia, Itàlia i va morir el 27 de febrer del 1960 en un accident preparant-se per una cursa en un circuit militar prop de l'Havana, Cuba.

## A la F1
Va debutar a la primera cursa de la temporada 1960 (l'onzena temporada de la història) del campionat del món de la Fórmula 1, disputant el 7 de febrer del 1960 el GP de l'Argentina al Circuit Oscar Alfredo Gàlvez.
Ettore Chimeri va participar en una única prova puntuable pel campionat de la F1, no aconseguint finalitzar la cursa i no assolí cap punt pel campionat del món de pilots.

## Resultats a la Fórmula 1
| Any  | Equip          | Xassís   | Motor    | 1       | 2   | 3   | 4   | 5   | 6   | 7   | 8   | 9   | 10  | Posició | Punts |
| ---- | -------------- | -------- | -------- | ------- | --- | --- | --- | --- | --- | --- | --- | --- | --- | ------- | ----- |
| 1960 | Ettore Chimeri | Maserati | Maserati | ARG Ret | MON | 500 | HOL | BEL | FRA | GBR | POR | ITA | USA | -       | 0     |

### Resum
| Curses: | Victòries: | Pòdiums: | Poles: | Voltes ràpides: | Punts: |
| ------- | ---------- | -------- | ------ | --------------- | ------ |
| 1       | 0          | 0        | 0      | 0               | 0      |